# Satoko Yokohama
Satoko Yokohama (anhörenⓘ; japanisch 横浜 聡子 Yokohama Satoko; * 1978 in Aomori, Aomori) ist eine japanische Regisseurin und Drehbuchautorin, deren Film Umibe é Iku Michi auf der 75. Berlinale 2025 Weltpremiere feierte und eine lobende Erwähnung der internationalen Jury erhielt.

## Leben und Karriere
Satoko Yokohama stammt aus Aomori, wo sie zur Schule ging. Nachdem sie 2001 ihr Studium des Fachs Internationale Kultur an der Städtischen Universität Yokohama abgeschlossen hatte, arbeitete sie ein Jahr lang als Büroangestellte. Anschließend entschied sie sich, an der Film School of Tokyo das Fach Film zu studieren. Ihr Debütfilm Chiemi-chan to Kokkun Batcho gewann 2005 bei der Cineastes Organization Open Competition in Osaka. Mit dem Preisgeld finanzierte sie ihren ersten Indie-Film German + Rain. Ihr nächster Spielfilm Bare Essence of Life wurde zu mehreren internationalen Filmfesten eingeladen; er nahm 2009 sowohl am Toronto International Film Festival in der Sektion Discovery als auch am BFI London Film Festival und am Vancouver International Film Festival teil.
Für ihren Film Itomichi, der von einer begabten, jungen Shamisenspielerin und ihrer Schüchternheit handelt, erhielt sie 2021 auf dem 16. Osaka Asian Film Festival den Grand Prix für den besten Film. In der Begründung der Jury stand: „ ... we appreciated the fact that 13 years after her debut, director YOKOHAMA Satoko returned to her hometown of Aomori and created a character with depth. Even though this is a standard fiction drama, this work is full of charm without being stereotypical.“ (Wir wollen unsere Wertschätzung ausdrücken, dass die Regisseurin YOKOHAMA Satoko 13 Jahre nach ihrem Debüt in ihre Heimatstadt Aomori zurückgekehrt ist und eine Figur mit Tiefe geschaffen hat. Auch wenn es sich um ein Standard-Fiction-Drama handelt, ist dieses Werk voller Charme, ohne klischeehaft zu sein.). Satoko Yokohama erhielt auf dem Festival außerdem auch den Audience Award.
Im Laufe ihrer Karriere drehte sie mehrere Indie-Filme, im Mittelpunkt ihrer Werke stehen häufig von der Gesellschaft Ausgestoßene.

## Auszeichnungen
- 2007: New Directors Award (vergeben durch die Vereinigung der Regisseure Japans), vergeben für German + Rain[6]
- 2007: Osaka Grand Prix für den besten Film, vergeben für German + Rain
- 2021: Osaka Grand Prix für den besten Film, vergeben für Itomichi
- 2021: Audience Award, vergeben für Itomichi
- 2025: Lobende Erwähnung der Internationalen Jury bei den 75. Internationalen Filmfestspielen Berlin

## Filmografie (Auswahl)
- 2005: Chiemi-chan to Kokkun Batcho
- 2007: Jāman + Ame (German + Rain)
- 2009: Urutora mirakuru rabu sutōrī (Bare essence of Life) (Drehbuch und Regie)
- 2015: Haiyū Kameoka Takuji (The Actor Kameoka Takuji) (Drehbuch und Regie)
- 2021: Itomichi (Drehbuch und Regie)
- 2025: Umibe é Iku Michi (Sommerliche Zufälle) (Drehbuch und Regie)